# Błonie (stacja kolejowa)
Błonie – stacja kolejowa w Błoniu, w województwie mazowieckim, wybudowana w 1902. (Linia kolejowa Warszawa – Kutno – Poznań)

## Ruch pasażerski[1]
| Rok  | Wymiana pasażerska na dobę |
| ---- | -------------------------- |
| 2017 | 2000-3000                  |
| 2018 | 2000-3000                  |
| 2019 | 3000-4000                  |
| 2020 | 2000-3000                  |
| 2021 | 2000-3000                  |
| 2022 | 3000-4000                  |
| 2023 | 3000-4000                  |